# Sammlung Schweizerischer Rechtsquellen
Die Sammlung Schweizerischer Rechtsquellen (SSRQ), frz. Collection des sources du droit suisse (SDS), ital. Collana Fonti del diritto svizzero (FDS), ist eine Sammlung kritischer Editionen historischer Rechtsquellen, die auf dem Gebiet der heutigen Schweiz vom Frühmittelalter bis zur Helvetik 1798 erstellt wurden.

## Edition und Quellen
Die Sammlung wird seit 1898 von der Rechtsquellenstiftung des Schweizerischen Juristenvereins (ursprünglich Rechtsquellenkommission) herausgegeben. Beeinflusst von der historischen Rechtsschule sollte sie bei ihrer Gründung die verschiedenen historischen Rechtslandschaften in der Geschichte der Schweiz darstellen und im Rahmen der anstehenden Rechtsvereinheitlichung im Schweizer Bundesstaat der nationalen Selbstfindung, -erklärung und -erneuerung dienen. Heute ist sie rechts-, sozial-, kultur- und sprachhistorische Forschungsstätte.
Inzwischen wurden über hundert Bände (mehr als 80 000 Seiten) Quellenmaterial in kantonalen Reihen publiziert. Zunächst in der Zeitschrift für Schweizerisches Recht veröffentlicht, ist die gesamte Sammlung seit 2011 auch im Internet frei verfügbar.
Die Primärquellen sind Manuskripte oder frühe Drucke, welche in historisch und regional unterschiedlichen Formen in deutscher, französischer, italienischer, rätoromanischer und lateinischer Sprache transkribiert und kommentiert wurden. Die kritischen Apparate sind deutsch, französisch oder italienisch. Ziel der Sammlung ist es, die Quellen Rechtshistorikern, Juristen, Historikern und Forschern anderer Fachrichtungen sowie interessierten Laien zugänglich zu machen. Die meisten älteren Bände enthalten ein Gesamtregister; neuere Bände sind mit zwei Registern (einem Orts- und Personenregister und einem Sachregister) ausgestattet; die aktuellen Editionseinheiten enthalten drei Register (Personen/Familien/Organisationenregister; Ortsregister; Sachregister/Glossar).
Die Sammlung ist organisiert nach modernen Kantonen (genannt «Abteilungen», nummeriert in der Reihenfolge des Erscheinens in der Bundesverfassung).
Im Februar 2011 deckte die Sammlung Schweizerischer Rechtsquellen 17 der 26 Schweizer Kantone in unterschiedlichem Ausmass ab, im Dezember 2014 waren es 22 Kantone.
Die Edition der Sammlung ist ein fortlaufendes Projekt und weitere Bände sind in Vorbereitung. Seit 2018 sind die digital erarbeiteten Editionen (XML/TEI) im Portal der Sammlung Schweizerischer Rechtsquellen online frei verfügbar. Die Stiftung wird durch den Schweizerischen Nationalfonds, verschiedene Stiftungen, einzelne Kantone etc. unterstützt. Am 1. Mai 2020 gründete die Rechtsquellenstiftung zusammen mit weiteren Editionsunternehmen den Verein e-editiones, um u. a. das Publikationstool TEI Publisher gemeinschaftlich weiterzuentwickeln.